# Tatort: Rebecca
Rebecca ist ein Fernsehfilm aus der Krimireihe Tatort. Die vom SWR produzierte Sendung wurde am 10. Januar 2016 im Ersten Programm der ARD sowie auf ORF 2 und SRF zwei erstgesendet. In der 30. und vorletzten Folge aus Konstanz spielen Eva Mattes und Sebastian Bezzel das Ermittlerduo Klara Blum und Kai Perlmann, Gro Swantje Kohlhof die Rolle der Rebecca.

## Handlung
Eine junge Frau übergießt einen am Boden liegenden Mann und sich selbst mit Brandbeschleuniger. Als sie ihn anzündet und zögert, sich selbst anzuzünden, bäumt er sich kurz auf, stirbt dann aber an seinen Verbrennungen. Im selben Moment trifft die Polizei ein.
Es stellt sich heraus, dass der Mann, Olaf Reuter, die inzwischen 17-jährige Rebecca seit ihrem zweiten Lebensjahr gefangenhielt und mit Gewalt und psychologischen Tricks systematisch zu einer hörigen Sexdienerin „erzogen“ hatte, die ihn wie ein gottähnliches Wesen verehrte. Rebecca hatte Reuter für tot gehalten, und für diesen Fall hatte Reuter ihr befohlen, ihn, alle „Erziehungsmaterialien“ und sich selbst zu verbrennen. In eine Psychiatrie eingewiesen, öffnet sie sich anderen Menschen gegenüber nur sehr langsam.
Im weiteren Verlauf zeigt sich Rebecca nur dem ermittelnden Kommissar Kai Perlmann gegenüber gesprächsbereit, den sie für ihren neuen „Erzieher“ hält. Es gelingt Kommissarin Klara Blum, Rebeccas Identität anhand eines kleinen Muttermals zu klären und ihre Mutter ausfindig zu machen. Die Ermittlungen ergeben, dass Reuter früher noch ein zweites Mädchen namens Aylin gefangenhielt, welches er ermordete, weil es sich nicht seinen Vorstellungen entsprechend verhielt. Ursprünglich sollte Rebecca diesen Mord begehen, verweigerte dies jedoch aus Skrupel. Weiterhin kommt heraus, das es Reuters Vater Helmut war, der Rebecca entführt, die „Erziehung“ begonnen und das Mädchen später an seinen Sohn übergeben hatte, damit dieser endlich eine Frau habe. Zu Blums und Perlmanns Fassungslosigkeit zeigt er bei dem Verhör keinerlei Reue über seine Tat und versucht sogar, Rebecca bei einer von ihr ausdrücklich gewünschten Gegenüberstellung erneut zu manipulieren. Dies scheint für einen Moment sogar zu gelingen: Rebecca kniet sich vor ihm hin, als ob sie sich ihm wieder unterwerfen wolle. Doch plötzlich springt sie ihn an, klammert seine Beine und beißt kräftig zu.  
Die gerade volljährig gewordene Rebecca zeigt somit, dass sie ihre Hörigkeit überwunden hat, und wird aus der Psychiatrie entlassen, um künftig unter therapeutischer Begleitung bei ihrer Mutter zu leben. Perlmann, der ihr zum Freund geworden ist, rät Rebecca, trotz allem Erlebten nicht allein zu bleiben.

## Hintergrund
Die Dreharbeiten erfolgten zwischen dem 23. Februar 2015 und dem 27. März 2015 in Konstanz und Baden-Baden.
Die Folge erinnert an die Entführung von Natascha Kampusch.
Die Audiodeskription zum Film wurde vom SWR in Zusammenarbeit mit Audio2 produziert. Sprecherin ist Luise Schubert.

## Rezeption

### Einschaltquoten
Die Erstausstrahlung von Rebecca am 10. Januar 2016 wurde in Deutschland von 10,93 Millionen Zuschauern gesehen und erreichte einen Marktanteil von 28,8 % für Das Erste. Damit überschritt der Konstanzer Tatort erstmals die Marke von zehn Millionen Zuschauern und wurde der erfolgreichste aller bisherigen Tatorte des Ermittlerduos.
In Österreich wurden 640.000 Zuschauer erreicht und damit eine durchschnittliche Reichweite von 9 % sowie ein Marktanteil von 20 % erzielt.
In der Schweiz verfolgten 496.000 Zuschauer im Alter von über drei Jahren die Erstausstrahlung der Folge, die damit einen Marktanteil von 23,3 % erlangte. In der Gruppe der 15- bis 59-Jährigen wurden 254.000 Zuschauer gezählt sowie ein Marktanteil von 19,2 % gemessen.

### Kritik
Detlef Hartlap, Chefredakteur der prisma, urteilt, die Folge „beweist, dass es, um Spannung zu erzeugen, keiner Action bedarf, keines einzigen Schusses und schon gar keiner Pyrotechnik“, und sei damit „der ultimative Gegensatz zu den beiden Peng-peng-Filmen von Til Schweiger am vergangenen Wochenende“, den Folgen Der große Schmerz sowie Fegefeuer. Hartlap lobt, „das ist keine geringe Sache in einer nervösen, effekthascherischen Zeit wie dieser“. Zwar handelt die Folge von „Kindesentführung, Kindesmissbrauch und schlimmster Persönlichkeitsmanipulation“, doch „das alles wird nicht in drastischen Bildern gezeigt, es nistet sich mit den Mitteln herkömmlicher Filmsprache im Kopf des Betrachters ein“. „Gute Filme kommen mit weniger aus“, resümiert Hartlap, wofür die Folge mit Rebecca als einer „weiblichen Kaspar Hauser“ durchaus „ein Lehrstück“ sei. „Wie nahe darf ein Ermittler einer Zeugin kommen“, sei die zentrale Frage, die die Folge bei Betrachtung der Beziehung von Rebecca und Kriminalhauptkommissar Kai Perlmann aufwirft. Der daraus resultierende Disput zwischen den Kollegen Blum und Perlmann sei „nicht immer überzeugend gespielt, besonders Imogen Kogge gelingt es nicht, ihrer fachlichen Autorität Format zu verleihen“ und „auch Eva Mattes bleibt ungewohnt matt“. Dennoch sei die Folge „ein sehenswertes Stück Fernsehen“, was „vor allem an Gro Swantje Kohlhof in der Titelrolle“ liegt. Ihr Spiel, beginnend „als roboterhaft gepolte Kindfrau“ und endend „in einer Zeit langsamen Erwachens“ mit einem „Hoffnungsschimmer“, „berührt sehr“. Ebenso lobte Hartlap das Schauspiel von Klaus Manchen, „der in Abgründe vorstoßen“ kann, „deren wir im Fernsehen selten ansichtig werden“. „Dazu bedient er sich seiner Mimik, nichts weiter“, schließt Hartlap, „aber es reicht, das Grauen zu lehren“.
Christian Schmidt von den Westfälischen Nachrichten „überzeugte die dramatische“ Folge, „weil der obligatorische Mordfall schnell in den Hintergrund trat“. Lobend erwähnte Schmidt die „hervorragenden Leistungen von Gro Swantje Kohlhof als völlig verstörte Kampusch-Variante Rebecca“ sowie „Klaus Manchen als moralfreiem Sexualstraftäter Klaus Reuter, deren Aufeinandertreffen für Gänsehaut sorgte“. Die Episode „gefiel auch deshalb, weil Ermittler Perlmann zum Peiniger wurde, um die Schale der traumatisierten Titelfigur zu knacken“. „Spannende Momente“ lieferte der Fall durch das Zusammenspiel von Gro Swantje Kohlhof und Sebastian Bezzel, das einerseits „ängstigte“, andererseits „warf [es] beim Zuschauer die Frage auf, wie weit man gehen darf, um Menschen zu helfen“.
Oliver Jungen urteilte für die Frankfurter Allgemeine Zeitung: „In Szenen ohne Rebecca, in denen die Kommissare Löcher in die Luft starren oder Klara Blum die Genervte oder Erschütterte gibt, weiß man wieder, warum der Bodensee-‚Tatort‘ zu den drögeren der Reihe zählt und seinem Verschwinden kaum nachgetrauert werden wird. Das an Grundfragen der Pädagogik rührende Tauziehen um die Seele des Mädchens aber ist derart spannend, dass es für solche Momente entschädigt.“
Holger Gertz schrieb für die Süddeutsche Zeitung: „Der Bodensee allerdings riss es im Bodensee-Tatort oft genug raus, […] charismatisch tipptopp. Die Episode ‚Rebecca‘ von Umut Dag (Buch: Marco Wiersch) allerdings bricht mit Seegewohnheiten, sie konzentriert sich auf die Menschen, und so verdichtet sich alles zu einem Drama, das immerhin sehenswerter ist als der Konschtanzer Durchschnitt.“

## Auszeichnungen
Die Folge wurde bei den Biberacher Filmfestspielen im 2015 in der Kategorie Fernsehfilme nominiert. Beim New Faces Award der Bunten wurde Gro Swantje Kohlhof im Jahr 2016 nominiert. Sie wurde im selben Jahr mit dem Günter-Strack-Fernsehpreis ausgezeichnet.